# Motides
Motides (gr. Μότιδες, tur. İncesu) – wieś na Cyprze, w dystrykcie Kirenia. Obecnie znajduje się w granicach Cypru Północnego.